# 聖維多利亞縣

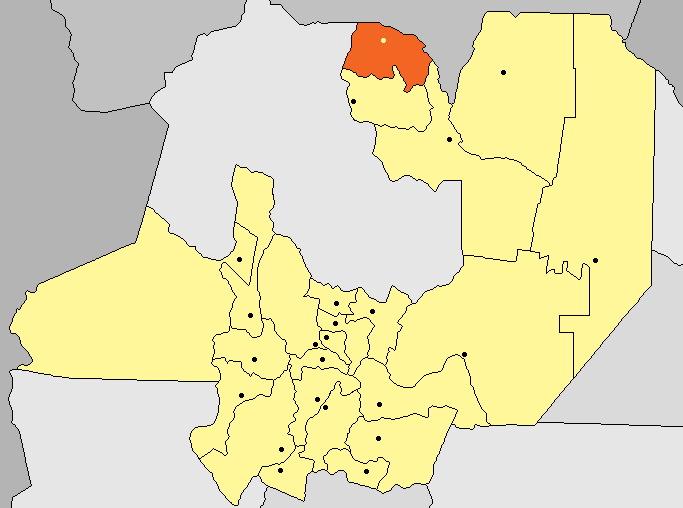

22°15′1″S 64°57′56″W / 22.25028°S 64.96556°W
聖維多利亞縣（西班牙語：Departamento Santa Victoria），是阿根廷的縣份，位於該國西北部薩爾塔省，首府設於西聖維多利亞，面積3,912平方公里，2010年人口10,344，人口密度每平方公里2.64人。